# 顏宏霖
顏宏霖（1967年12月6日—），臺灣省彰化縣人，中華民國無黨籍政治人物。現任北斗鎮鎮長，於2023年北斗鎮長缺額補選中贏過無黨籍候選人楊麗香、民主進步黨籍候選人江熊一楓等人當選，成為彰化縣北斗鎮第19屆鎮長。

## 從政
顏宏霖於2018、2022年皆參選北斗鎮鎮長，和彼時鎮長當選人李玄在僅以808票之差落敗。直至時任鎮長李玄在因貪污圖利罪於2023年遭判刑定讞1年10個月入獄，顏宏霖再次參選北斗鎮長補選，在謝典林、郭台銘、柯文哲以及顏宏霖過去擔任家長會長的北斗國中的前校長支持之下以5697票當選北斗鎮長。

## 選舉紀錄
| 年度 | 選舉屆數               | 選舉區       | 所屬政黨 | 得票數 | 得票率 | 當選標記 | 備註 |
| ---- | ---------------------- | ------------ | -------- | ------ | ------ | -------- | ---- |
| 2018 | 第十八屆北斗鎮鎮長選舉 | 彰化縣北斗鎮 | 無黨籍   | 4,347  | 24.01% |          |      |
| 2022 | 第十九屆北斗鎮鎮長選舉 | 彰化縣北斗鎮 | 無黨籍   | 6,079  | 36.57% |          |      |
| 2023 | 第十九屆北斗鎮鎮長補選 | 彰化縣北斗鎮 | 無黨籍   | 5,697  | 44.21% |          |      |